# Humberto Cabrera Dueñas
Humberto Cabrera Dueñas es un político mexicano, miembro del Partido Acción Nacional. Nació en la ciudad de Colima.  Cabrera Dueñas fue diputado local en la LV Legislatura del Congreso del Estado de Colima. Fue presidente de la Comisión de Ciencia, Tecnología e Innovación Gubernamental y secretario de la Comisión de Estudios Legislativos y Puntos Constitucionales por el Distrito VII, Villa de Álvarez-Noreste. Aspiró a ser candidato a la presidencia municipal de Villa de Álvarez, pero perdió las elecciones internas con Brenda del Carmen Gutiérrez Vega. 
Entre otro cargos destacan Regidor del 2013 a 2016 de Villa de Álvarez durante el periodo de Enrique Rojas, contralor del Ayuntamiento de Colima para Hector Insúa, Oficial Mayor del Ayuntamiento de Colima para Leoncio Moran en su primer periodo como presidente y Secretario de Ayuntamiento en Villa de Álvarez para Felipe Cruz en el 2000 a 2003.
Formación Profesional

Es Licenciado en Biología Marina por la Universidad de Colima  
destacando ser el premio Peña Colorada de su generación. Premio otorgado al mejor estudiante.
Maestría en análisis de datos y programación también por esta Universidad.
Trabajos a Parte de Politica

Estuvo 10 años 1990-2000 trabajando para INEGI llegando al puesto de subdirector.
Posterior a sus años durante la vida política Humberto se ha jubilado y ha decidido retirarse de la política. Habiendo sido siempre leal al partido PAN. 